# Patrick Califia
 (avril 2025).
Si vous disposez d'ouvrages ou d'articles de référence ou si vous connaissez des sites web de qualité traitant du thème abordé ici, merci de compléter l'article en donnant les références utiles à sa vérifiabilité et en les liant à la section « Notes et références ».
Patrick Califia (d'abord connu sous le nom de Pat Califia), né en 1954 près de Corpus Christi, est un spécialiste de la sexualité féminine et de la littérature érotique. C'est aussi un homme trans bisexuel.

## Biographie
Patrick Califia est né de sexe féminin dans une famille mormone. Il s'affirme ouvertement lesbienne en 1971 à Salt Lake City, et prend le nom de Pat Califia ; Califia d'après une Amazone mythologique. Après un travail de prise de conscience, il s'achète un aller simple pour San Francisco en 1973, développant son intérêt pour l'éducation sexuelle en travaillant à la ligne d'écoute d'information sexuelle de San Francisco.
Son premier livre, Sapphistry, décrit la sexualité butch-femme et les pratiques S/M sans jugement de valeur. Il publie d'autres travaux dans des magazines lesbiens, gay et féministes et poursuit des recherches pour obtenir un diplôme de psychologie à l'université d'État de San Francisco qui sont publiées dans le Journal of Homosexuality en 1979.
Avec la fondation du groupe de lesbiennes S/M SAMOIS, ses centres d'intérêt se déplacent sur l'expérience lesbienne du S/M et il contribua au livre collectif Coming to Power. En 1996 Patrick Califia coédite (avec Robin Sweeney) sa suite, The Second Coming: A Leatherdyke Reader.  en 1992, Patrick Califia crée le trimestriel des « femmes cuir » Venus Infers.
Durant cette période, Patrick Califia écrit également sur les queer studies, les études trans et l'identité de genre, assumant un questionnement personnel. C'est à cette époque qu'il prend la décision d'exprimer publiquement son identité masculine. Il suit un traitement hormonal à base de testostérone et prend le nom de Patrick.
En 1992, Patrick Califia fonde la revue trimestrielle Venus Infers et publie un article intitulé "Feminism, Paedophilia, and Children's Rights" dans un hors-série du journal pro-pédophilie Paidika. Patrick Califia affirme ensuite qu’il apporte toujours son soutien à la revue Paidikia et qu’il apprécie travailler avec les rédacteurs pour ce hors-série. Dans son article, il affirme que toutes les lois de mise en place d’un âge de consentement légal devraient être combattues, et poursuit en définissant la pédophilie comme une « initiation érotique ». Dans Public Sex : The Culture of Radical Sex, Patrick Califia critique les lois contre l’abus des enfants et contre la pornographie infantile car elles seraient appliquées de façon disproportionnée à l’encontre des hommes gays. Il ajoute qu’il « connaît plusieurs hommes gays fiers de se décrire eux-mêmes comme des “boy-lovers” », et critique les lois fédérales qui garantissent la disparition de l’imagerie de pornographie infantile des étagères de livres pour adultes. Par ailleurs, Patrick Califia apporte son soutien à l’organisation pro-pédophile North American Man/Boy Love Association. Après être devenu parent, Patrick Califia remet en cause ses propos sur l’âge de consentement legal : « J’étais naïf au sujet des problématiques de développement qui rendent inacceptable le sexe entre des adultes et des enfants prépubères », « je suis devenu bien plus cynique sur la capacité des adultes à écouter les enfants », « peut-être parce que je suis devenu parent, je suis moins idéaliste sur les possibilités d’une relation enfant/adulte égalitaire ».
Depuis les années 1990, Patrick Califia souffre d'une fibromyalgie, qui endommage les nerfs de ses jambes et de ses mains et réduit ses capacités à écrire ou taper à la machine. Il travaille actuellement comme thérapeute privé, à la suite de l'obtention d'un diplôme de thérapie conjugale et de thérapie familiale de l'État de Californie. Il continue de publier ses écrits et participe aux événements de la communauté cuir. Il a un fils avec son ancien compagnon Matt Rice, un homme trans.Patrick Califia a aussi publié sous le nom de Patrick Califia-Rice.
Son dernier livre s'intitule Boy in the Middle, un recueil de récits érotiques. Il travaille actuellement sur divers projets, dont un livre sur la sexualité des hommes trans.
Ses œuvres pornographiques ont souvent été saisies par la douane canadienne jusqu'à ce qu'il porte l'affaire devant les tribunaux, pour leur permettre de passer la frontière. Après coup, il s'amuse d'apprendre que le livre de la féministe anti-porno Catherine Itzin, Pornography: Women, Violence and Civil Liberties subit le même sort grâce à la loi qu'elle avait contribué à imposer, même après que les livres de Patrick Califia eurent été jugés comme acceptables par cette même loi.

### Essais
- Patrick Califia, Sapphistry: The book of lesbian sexuality.
- Patrick Califia, Sex Changes: The Politics of Transgenderism.
- Pat Califia (trad. de l'anglais), Le Mouvement transgenre : changer de sexe, Paris, EPEL, coll. « Les grands classiques de l'érotologie moderne », 2003, 384 p. (ISBN 2-908855-75-5 et 978-2908855753).
- Patrick Califia, Public Sex (recueil d'articles).
- Patrick Califia, Sensuous Magic.
- Patrick Califia, Speaking Sex to Power (recueil d'articles).
- Forbidden Passages: Writings Banned in Canada, Patrick Califia.
- Patrick Califia, Sexe et Utopie, La Musardine, coll. « L'attrape-corps », 2008.

### Fiction
- Patrick Califia, Macho Sluts (nouvelles).
- Patrick Califia, No Mercy.
- Patrick Califia, Doc and Fluff.
- Doing it for Daddy, Patrick Califia.
- Patrick Califia, Melting Point (nouvelles).
- The Second Coming, Patrick Califia.
- Patrick Califia, Mortal Companion.